# Кудрявцев, Денис Александрович
Денис Александрович Кудрявцев (род. 13 апреля 1992, Челябинск) — российский легкоатлет, который специализировался в беге на 400 метров с барьерами, серебряный призёр чемпионата мира 2015 года, бронзовый призёр чемпионата Европы 2014 года, чемпион и рекордсмен России. Дебютировал в составе национальной сборной России в 2013 году.

## Биография
Тренировался под руководством Владислава Ширяева, Анатолия Крауса и Александра Сивченко.
В июне 2013 года выиграл молодёжный чемпионат России, в июле этого же года стал чемпионом России уже среди взрослых спортсменов. В августе 2013 года в составе сборной России принял участие в чемпионате мира проходившем в Москве, занял итоговое 23 место. В 2014 году стал бронзовым призёром чемпионата России в помещениях, в марте этого же года стал 5-м на чемпионате Европы в помещениях, в июне 2014 года выиграл серебряную награду чемпионата России. В августе 2014 года с результатом 49,16 стал бронзовым призёром чемпионата Европы в Цюрихе.
25 августа 2015 года на чемпионате мира в Пекине выиграл серебряную медаль в беге на 400 м с барьерами, установив новый рекорд России — 48,05.
Чемпионат России 2016 пропустил из-за травмы голеностопа. В июле принял участие в Кубке России и турнире «Звёзды 2016». К Олимпийским играм допущен не был.
В 2021 году завершил карьеру спортсмена из-за травм

## Награды и звания
- Мастер спорта России международного класса (10 апреля 2015 года).[12]
- Заслуженный мастер спорта России (2016)[источник не указан 2143 дня]